# جورايسدايكايون دي لارا
بلدية جورايسدايكايون دي لارا (بالإسبانية: Jurisdicción de Lara)‏, هي إحدى بلديات مقاطعة برغش, التي تقع في منطقة قشتالة وليون, والتي تقع في شمال غرب إسبانيا.
يبلغ عدد سكانها 63 نسمة وفقاً لإحصائية سنة (2002).